# Namlos
Namlos è un comune austriaco di 76 abitanti nel distretto di Reutte, in Tirolo.